# Bubas bubalus
Bubas bubalus är en skalbaggsart som beskrevs av Olivier 1811. Bubas bubalus ingår i släktet Bubas och familjen bladhorningar. Inga underarter finns listade.